# خوان كارلوس فيدال
خوان كارلوس فيدال (بالإسبانية: Juan Carlos Vidal) (25 سبتمبر 1954 ببلباو في إسبانيا - ) هو لاعب كرة قدم إسباني في مركز الوسط. لعب مع أتلتيك بيلباو ب وأتلتيك بيلباو وديبورتيفو ألافيس ونادي إيركوليس.

## وصلات خارجية
- خوان كارلوس فيدال على موقع قاعدة بيانات كرة القدم.إي يو (الإنجليزية)
- خوان كارلوس فيدال على موقع عالم كرة القدم.نت (الإنجليزية)